# Rosepine
Rosepine es un pueblo ubicado en la parroquia de Vernon en el estado estadounidense de Luisiana. En el Censo de 2010 tenía una población de 1692 habitantes y una densidad poblacional de 272,66 personas por km².

## Geografía
Rosepine se encuentra ubicado en las coordenadas 30°55′29″N 93°17′18″O / 30.92472, -93.28833. Según la Oficina del Censo de los Estados Unidos, Rosepine tiene una superficie total de 6.21 km², de la cual 6.19 km² corresponden a tierra firme y (0.25%) 0.02 km² es agua.

## Demografía
Según el censo de 2010, había 1692 personas residiendo en Rosepine. La densidad de población era de 272,66 hab./km². De los 1692 habitantes, Rosepine estaba compuesto por el 83.75% blancos, el 7.98% eran afroamericanos, el 1.06% eran amerindios, el 1.24% eran asiáticos, el 0% eran isleños del Pacífico, el 3.13% eran de otras razas y el 2.84% pertenecían a dos o más razas. Del total de la población el 6.38% eran hispanos o latinos de cualquier raza.